# Campeonato de Clubes de la CFU 2014
El Campeonato de Clubes de la CFU 2014 fue la 16.ª edición de este torneo de fútbol a nivel de clubes del Caribe organizado por la CFU y que contó con la participación de 13 clubes de 9 países miembros del Caribe.
Los mejores tres equipos del torneo clasifican a la Concacaf Liga Campeones 2014-15. Al cancelarse la Fase Final del torneo, no hubo campeón. Bayamón FC de Puerto Rico, Waterhouse FC de Jamaica y Alpha United de Guyana resultaron los clasificados.

## Formato
El torneo está habilitado para que los campeones y subcampeones de cada liga del Caribe de la temporada 2012/13 o 2013 participen. Concacaf le dio la posibilidad de participar a cualquier equipo sin importar en qué tipo de liga participe, ya sea profesional o amateur.
Un total de 13 equipos formaron parte del torneo, siendo el Valencia FC de Haití clasificado a la fase final por ser el equipo clasificado que tuvo el mejor desempeño en la edición anterior, mientras que los otros 12 equipos jugaron la primera ronda. Luego de estar ausente durante varias ediciones, regresa Guadalupe, representada por el USR Sainte-Rose.

## Participantes
| Asociación        | Club              | Método de Clasificación                                                                                          |
| ----------------- | ----------------- | --- |
| Islas Caimán      | Bodden Town       | Campeón de la Cayman Islands League 2012/13                                                                      |
| Curazao           | Centro Dominguito | Campeón de la Curaçao League 2013                                                                                |
| Guadalupe         | USR Sainte-Rose   | Cuarto lugar de la Guadeloupe Division d'Honneur 2012/13A                                                        |
| Guyana            | Alpha United      | Campeón de la GFF National Super League 2012/13                                                                  |
| Haití             | Mirebalais        | Campeón de la Ligue Haïtienne 2013                                                                               |
| Haití             | Valencia          | Subcampeón de la Ligue Haïtienne 2013                                                                            |
| Jamaica           | Harbour View      | Campeón de la National Premier League 2012/13                                                                    |
| Jamaica           | Waterhouse        | Subcampeón de la National Premier League 2012/13                                                                 |
| Puerto Rico       | Bayamón FC        | Ganador de la temporada regular y Finalista de la eliminatoria de la Liga Nacional de Fútbol de Puerto Rico 2013 |
| Surinam           | Inter Moengotapoe | Campeón de la SVB-Hoofdklasse 2012/13                                                                            |
| Surinam           | Notch             | Subcampeón de la SVB-Hoofdklasse 2012/13                                                                         |
| Trinidad y Tobago | Defence Force     | Campeón de la TT Pro League 2012/13                                                                              |
| Trinidad y Tobago | Caledonia AIA     | Subcampeón de la TT Pro League 2012/13                                                                           |

Notas
- A El USR Sainte-Rose entró al torneo debido a que el CS Moulien y el L'Etoile de Morne-à-l'Eau, campeón y subcampeón de liga respectivamente, declinaron su participación.[5]

## Primera Ronda
Los 12 equipos fueron divididos en 3 grupos de 4 equipos cada uno, y cada grupo tiene al menos 2 campeones de liga. Se enfrentaron todos contra todos a una vuelta en una sede única y los vencedores de cada grupo clasifican a la fase final uniéndose al Valencia FC de Haití.

### Grupo 1
Todos los partidos se jugaron en Bayamón, Puerto Rico.
| Club                   | G | E | P | GF | GC | Pts |
| ---------------------- | - | - | - | -- | -- | --- |
| Puerto Rico Bayamón FC | 1 | 2 | 0 | 6  | 1  | 5   |
| Centro Dominguito      | 1 | 2 | 0 | 4  | 2  | 5   |
| USR Sainte-Rose        | 1 | 2 | 0 | 2  | 1  | 5   |
| Bodden Town            | 0 | 0 | 3 | 2  | 10 | 0   |

| 21 de marzo de 2014 17:00 | Centro Dominguito | 0–0     | USR Sainte-Rose | Juan Ramón Loubriel Stadium, Bayamón, Puerto Rico |                           |
|                           |                   | Reporte |                 | Árbitro(s): Sandy Vasquez                         | Árbitro(s): Sandy Vasquez |

| 21 de marzo de 2014 20:00 | Puerto Rico Bayamón FC                                     | 5–0     | Bodden Town | Juan Ramón Loubriel Stadium, Bayamón, Puerto Rico |                             |
|                           | Ramos 9' · Granado 28' (pen.), 61' · Pérez 35' · Calix 79' | Reporte |             | Árbitro(s): Valdin Legister                       | Árbitro(s): Valdin Legister |

| 23 de marzo de 2014 15:30 | USR Sainte-Rose | 1–0     | Bodden Town | Juan Ramón Loubriel Stadium, Bayamón, Puerto Rico |                              |
|                           | Barbosa 82'     | Reporte |             | Árbitro(s): Johannes Dolaini                      | Árbitro(s): Johannes Dolaini |

| 23 de marzo de 2014 18:30 | Puerto Rico Bayamón FC | 0–0     | Centro Dominguito | Juan Ramón Loubriel Stadium, Bayamón, Puerto Rico |                             |
|                           |                        | Reporte |                   | Árbitro(s): Sherwin Johnson                       | Árbitro(s): Sherwin Johnson |

| 25 de marzo de 2014 17:00 | Bodden Town               | 2–4     | Centro Dominguito                            | Juan Ramón Loubriel Stadium, Bayamón, Puerto Rico |                           |
|                           | Levien 35' · Robinson 58' | Reporte | Reid 3' · Bush 50' (o.g.) · Shayron 52', 71' | Árbitro(s): Sandy Vasquez                         | Árbitro(s): Sandy Vasquez |

| 25 de marzo de 2014 20:00 | Puerto Rico Bayamón FC | 1–1     | USR Sainte-Rose | Juan Ramón Loubriel Stadium, Bayamón, Puerto Rico |                             |
|                           | Vélez 55'              | Reporte | Roman 90+2'     | Árbitro(s): Valdin Legister                       | Árbitro(s): Valdin Legister |

### Grupo 2
Todos los partidos se jugaron en Mirebalais, Haití.
| Club              | G | E | P | GF | GC | Pts |
| ----------------- | - | - | - | -- | -- | --- |
| Waterhouse        | 3 | 0 | 0 | 10 | 1  | 9   |
| Caledonia AIA     | 1 | 1 | 1 | 5  | 6  | 4   |
| Mirebalais        | 1 | 0 | 2 | 3  | 6  | 3   |
| Inter Moengotapoe | 0 | 1 | 2 | 3  | 8  | 1   |

| 21 de marzo de 2014 17:00 | Waterhouse                                                | 4–0     | Inter Moengotapoe | Parc Nelson Petit-Frère, Mirebalais, Haití |                           |
|                           | Francoeur 44' · Campbell 83' · Benjamin 84' · Samuels 90' | Reporte |                   | Árbitro(s): Trevor Taylor                  | Árbitro(s): Trevor Taylor |

| 21 de marzo de 2014 19:00 | Mirebalais | 0–3     | Caledonia AIA                            | Parc Nelson Petit-Frère, Mirebalais, Haití                  |                                                             |
|                           |            | Reporte | Edwards 29' · Muhammad 38' · Charles 84' | Asistencia: 3,000 espectadores Árbitro(s): William Anderson | Asistencia: 3,000 espectadores Árbitro(s): William Anderson |

| 23 de marzo de 2014 16:00 | Inter Moengotapoe          | 2–2     | Caledonia AIA              | Parc Nelson Petit-Frère, Mirebalais, Haití |                             |
|                           | Amoeferie 48' · Kwasie 76' | Reporte | Muhammad 61' · Charles 72' | Árbitro(s): Wilson Da Costa                | Árbitro(s): Wilson Da Costa |

| 23 de marzo de 2014 18:00 | Mirebalais | 1–2     | Waterhouse                      | Parc Nelson Petit-Frère, Mirebalais, Haití |                        |
|                           | Joseph 66' | Reporte | Valreius 1' (o.g.) · Howell 49' | Árbitro(s): Leo Clarke                     | Árbitro(s): Leo Clarke |

| 25 de marzo de 2014 16:00 | Caledonia AIA | 0–4     | Waterhouse                                              | Parc Nelson Petit-Frère, Mirebalais, Haití |                        |
|                           |               | Reporte | Howell 34' · Campbell 50' · Benjamin 78' · Brissett 87' | Árbitro(s): Leo Clarke                     | Árbitro(s): Leo Clarke |

| 25 de marzo de 2014 18:00 | Mirebalais                | 2–1     | Inter Moengotapoe | Parc Nelson Petit-Frère, Mirebalais, Haití               |                                                          |
|                           | Gauthier 45' · Mendes 69' | Reporte | Maasie 31'        | Asistencia: 2,500 espectadores Árbitro(s): Trevor Taylor | Asistencia: 2,500 espectadores Árbitro(s): Trevor Taylor |

### Grupo 3
Todos los partidos se jugaron en Harbour View, Jamaica.
| Club          | G                  | E                  | P                  | GF                 | GC                 | Pts                |
| ------------- | ------------------ | ------------------ | ------------------ | ------------------ | ------------------ | ------------------ |
| Alpha United  | 2                  | 0                  | 0                  | 3                  | 0                  | 6                  |
| Defence Force | 1                  | 0                  | 1                  | 2                  | 2                  | 3                  |
| Harbour View  | 0                  | 0                  | 2                  | 0                  | 3                  | 0                  |
| Notch         | abandonó el torneo | abandonó el torneo | abandonó el torneo | abandonó el torneo | abandonó el torneo | abandonó el torneo |

| 21 de marzo de 2014 19:30 | Alpha United          | 2–0     | Defence Force | Harbour View Stadium, Harbour View, Jamaica |                                 |
|                           | Murray 20' · Bain 48' | Reporte |               | Árbitro(s): Christophel Stewart             | Árbitro(s): Christophel Stewart |

| 23 de marzo de 2014 19:30 | Harbour View | 0–1     | Alpha United | Harbour View Stadium, Harbour View, Jamaica |                                 |
|                           |              | Reporte | Bain 24'     | Árbitro(s): Yadel Martínez Pupo             | Árbitro(s): Yadel Martínez Pupo |

| 25 de marzo de 2014 19:30 | Harbour View | 0–2     | Defence Force     | Harbour View Stadium, Harbour View, Jamaica |                           |
|                           |              | Reporte | Jorsling 55', 86' | Árbitro(s): Alain Georges                   | Árbitro(s): Alain Georges |

## Ronda Final
Según el plan original, los 4 equipos en esta ronda se iban a enfrentar a series de eliminación directa, siendo la serie a un único partido en la sede de uno de los equipos. Los vencedores de cada serie se enfrentarían en la final y los perdedores de las semifinales se enfrentarían por el tercer lugar donde los finalistas y el tercer lugar clasifican a la Concacaf Liga Campeones 2014-15.
El 31 de marzo del 2014 la CFU anunció que el Valencia FC de Haití no podía participar en la ronda final debido a que la Federación Haitiana de Fútbol no confirmó al club como un miembro activo de la federación. Luego de consultarlo con la Concacaf, se determinó que los tres equipos ganadores de grupo de la primera ronda (Puerto Rico Bayamón FC, Waterhouse, y Alpha United) serían los representantes del Caribe en la Concacaf Liga Campeones 2014-15 sujetos a cumplir con las condiciones para su participación, por lo que la ronda final fue cancelada.

## Goleadores
| # | Nombre                 | Club                   | Goles |
| - | ---------------------- | ---------------------- | ----- |
| 1 | Yoximar Granado        | Puerto Rico Bayamón FC | 2     |
| 1 | Bernardus Shayron      | Centro Dominguito      | 2     |
| 1 | Kithson Bain           | Alpha United           | 2     |
| 1 | Juvaune Benjamin       | Waterhouse             | 2     |
| 1 | Romario Campbell       | Waterhouse             | 2     |
| 1 | Kenroy Howell          | Waterhouse             | 2     |
| 1 | Tyrone Charles         | Caledonia AIA          | 2     |
| 1 | Nuru Abdullah Muhammad | Caledonia AIA          | 2     |
| 1 | Devorn Jorsling        | Defence Force          | 2     |